# Euscaphis japonica
Euscaphis japonica är en pimpernötsväxtart som först beskrevs av Carl Peter Thunberg och som fick sitt nu gällande namn av August Kanitz.
Euscaphis japonica ingår i släktet Euscaphis och familjen pimpernötsväxter. Utöver nominatformen finns också underarten Euscaphis japonica lanata.

## Bildgalleri

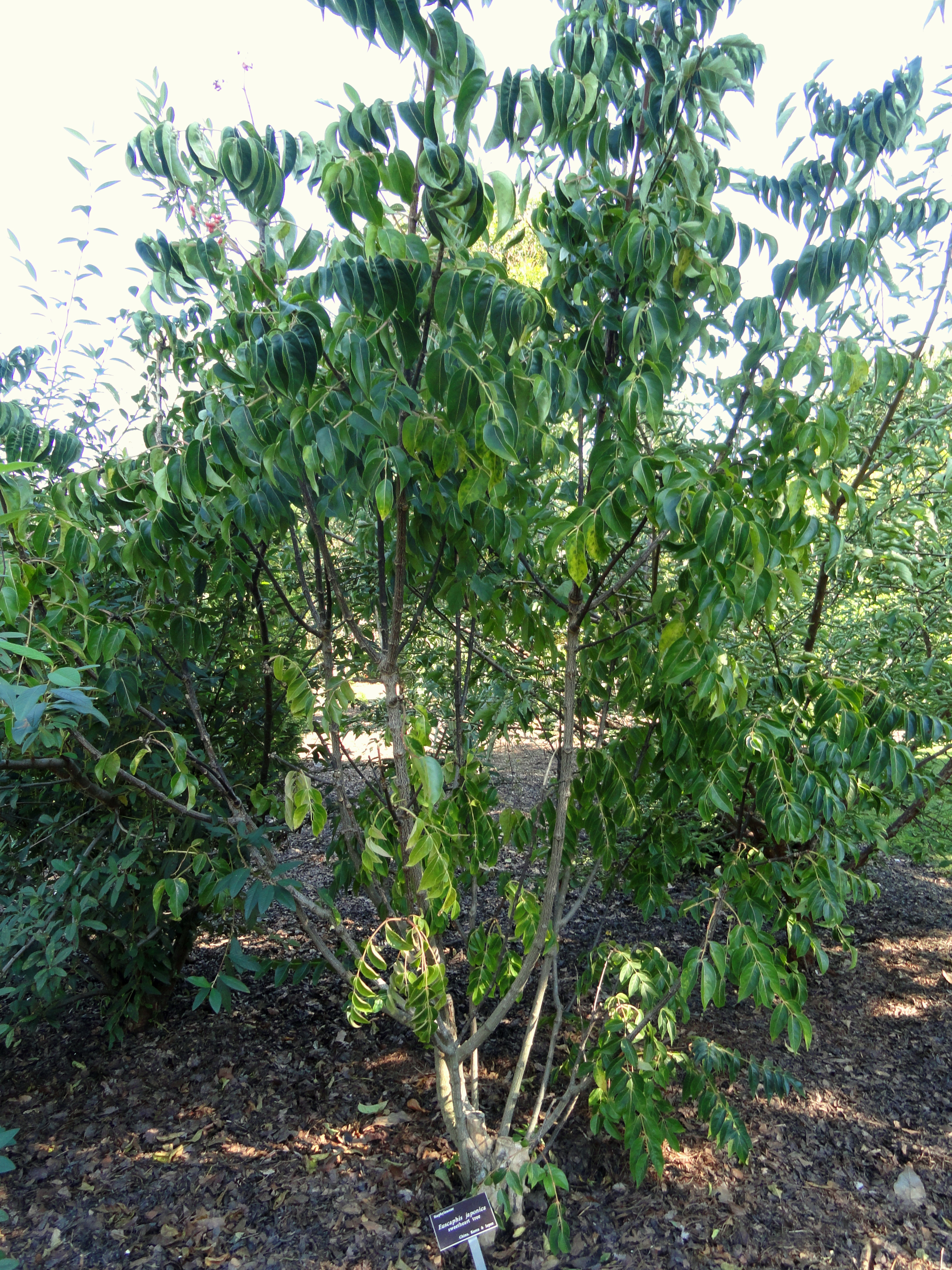